# Каан Айхан
Каан Айхан (тур. Kaan Ayhan, нар. 10 листопада 1994, Гельзенкірхен) — турецький футболіст, захисник «Галатасарая» і національної збірної Туреччини.

## Клубна кар'єра
Народився 10 листопада 1994 року в місті Гельзенкірхен. Вихованець футбольної школи клубу «Шальке 04».
У дорослому футболі дебютував 2013 року виступами за команду клубу «Шальке 04 II», в якій того року взяв участь у 3 матчах чемпіонату. 
Своєю грою за цю команду привернув увагу представників тренерського штабу клубу «Шальке 04», до складу якого приєднався 2013 року. Відіграв за клуб з Гельзенкірхена наступні три сезони своєї ігрової кар'єри.
Протягом першої половини 2016 року захищав кольори команди клубу «Айнтрахт».
Влітку того ж 2016 року приєднався до команди «Фортуна» (Дюссельдорф) з Другої Бундесліги. За два сезони допоміг команді підвищитися у класі до найвищого німецького дивізіону. А загалом відіграв за команду з Дюссельдорфа за чотири роки 121 матч в усіх турнірах.
16 серпня 2020 року перейшов до італійського «Сассуоло». Протягом наступних двох з половиною сезонів був гравцем ротації цієї команди і взяв участь у 55 іграх різних турнірів.
30 січня 2023 року на правах оренди з подальшим обов'язковим викупом приєднався до «Галатасарая», а влітку того ж року за 2,8 мільйони євро став його повноцінним гравцем.

## Виступи за збірні
2009 року дебютував у складі юнацької збірної Німеччини (U-16), загалом на юнацькому рівні взяв участь у 28 іграх, відзначившись 3 забитими голами.
Протягом 2013–2016 років залучався до складу молодіжної збірної Туреччини. На молодіжному рівні зіграв у 8 офіційних матчах, забив 1 гол.
2016 року дебютував в офіційних матчах у складі національної збірної Туреччини. Відтоді став регулярно викликатися до її лав, а у травні 2021 року уперше вивів національну команду на поле з капітанською пов'язкою.
| Дата       | Місто            | Господарі          | Результат | Гості                | Турнір                               | Голи | Примітки  |
| ---------- | ---------------- | ------------------ | --------- | -------------------- | ------------------------------------ | ---- | --------- |
| 31-8-2016  | Анталія          | Туреччина          | 0 – 0     | Росія                | товариський матч                     | -    | 46'       |
| 5-9-2016   | Загреб           | Хорватія           | 1 – 1     | Туреччина            | Відбір до ЧС 2018                    | -    | 54'       |
| 6-10-2016  | Конья            | Туреччина          | 2 – 2     | Україна              | Відбір до ЧС 2018                    | -    | 46'       |
| 9-10-2016  | Рейк'явік        | Ісландія           | 2 – 0     | Туреччина            | Відбір до ЧС 2018                    | -    |           |
| 27-3-2017  | Ескішехір        | Туреччина          | 3 – 1     | Молдова              | товариський матч                     | -    | 69'       |
| 5-6-2017   | Скоп'є           | Північна Македонія | 0 – 0     | Туреччина            | товариський матч                     | -    | 38'       |
| 5-9-2017   | Ескішехір        | Туреччина          | 1 – 0     | Хорватія             | Відбір до ЧС 2018                    | -    |           |
| 6-10-2017  | Ескішехір        | Туреччина          | 0 – 3     | Ісландія             | Відбір до ЧС 2018                    | -    |           |
| 23-3-2018  | Анталія          | Туреччина          | 1 – 0     | Ірландія             | товариський матч                     | -    | 82'       |
| 27-3-2018  | Подгориця        | Чорногорія         | 2 – 2     | Туреччина            | товариський матч                     | -    | 16'       |
| 28-5-2018  | Стамбул          | Туреччина          | 2 – 1     | Іран                 | товариський матч                     | -    |           |
| 1-6-2018   | Женева           | Туніс              | 2 – 2     | Туреччина            | товариський матч                     | -    |           |
| 5-6-2018   | Москва           | Росія              | 1 – 1     | Туреччина            | товариський матч                     | -    |           |
| 7-9-2018   | Трабзон          | Туреччина          | 1 – 2     | Росія                | Ліга націй УЄФА 2018-2019 - 1-й етап | -    | 46'       |
| 10-9-2018  | Стокгольм        | Швеція             | 2 – 3     | Туреччина            | Ліга націй УЄФА 2018-2019 - 1-й етап | -    |           |
| 11-10-2018 | Ризе             | Туреччина          | 0 – 0     | Боснія і Герцеговина | товариський матч                     | -    | 82'       |
| 17-11-2018 | Ескішехір        | Туреччина          | 0 – 1     | Швеція               | Ліга націй УЄФА 2018-2019 - 1-й етап | -    |           |
| 20-11-2018 | Анталія          | Туреччина          | 0 – 0     | Україна              | товариський матч                     | -    | 54'       |
| 22-3-2019  | Шкодер (місто)   | Албанія            | 0 – 2     | Туреччина            | Відбір до ЧЄ 2020                    | -    |           |
| 25-3-2019  | Ескішехір        | Туреччина          | 4 – 0     | Молдова              | Відбір до ЧЄ 2020                    | 1    |           |
| 30-5-2019  | Анталія          | Туреччина          | 2 – 1     | Греція               | товариський матч                     | -    |           |
| 8-6-2019   | Конья            | Туреччина          | 2 – 0     | Франція              | Відбір до ЧЄ 2020                    | 1    |           |
| 11-6-2019  | Рейк'явік        | Ісландія           | 2 – 1     | Туреччина            | Відбір до ЧЄ 2020                    | -    | 55'       |
| 10-9-2019  | Кишинів          | Молдова            | 0 – 4     | Туреччина            | Відбір до ЧЄ 2020                    | -    |           |
| 11-10-2019 | Стамбул          | Туреччина          | 1 – 0     | Албанія              | Відбір до ЧЄ 2020                    | -    | 26' 46'   |
| 14-10-2019 | Сен-Дені         | Франція            | 1 – 1     | Туреччина            | Відбір до ЧЄ 2020                    | 1    | 53'       |
| 14-11-2019 | Стамбул          | Туреччина          | 0 – 0     | Ісландія             | Відбір до ЧЄ 2020                    | -    | 87'       |
| 17-11-2019 | Андорра-ла-Велья | Андорра            | 0 – 2     | Туреччина            | Відбір до ЧЄ 2020                    | -    | 53'       |
| 3-9-2020   | Сівас            | Туреччина          | 0 – 1     | Угорщина             | Ліга націй УЄФА 2020-2021 - 1-й етап | -    |           |
| 7-10-2020  | Кельн            | Німеччина          | 3 – 3     | Туреччина            | товариський матч                     | -    | 75'       |
| 15-11-2020 | Стамбул          | Туреччина          | 3 – 2     | Росія                | Ліга націй УЄФА 2020-2021 - 1-й етап | -    |           |
| 18-11-2020 | Будапешт         | Угорщина           | 2 – 0     | Туреччина            | Ліга націй УЄФА 2020-2021 - 1-й етап | -    | 88'       |
| 24-3-2021  | Стамбул          | Туреччина          | 4 – 2     | Нідерланди           | Відбір до ЧС 2022                    | -    | 79'       |
| 27-3-2021  | Малага           | Норвегія           | 0 – 3     | Туреччина            | Відбір до ЧС 2022                    | -    |           |
| 27-5-2021  | Аланія (місто)   | Туреччина          | 2 – 1     | Азербайджан          | товариський матч                     | 1    | кап.      |
| 31-5-2021  | Анталія          | Туреччина          | 0 – 0     | Гвінея               | товариський матч                     | -    | кап.      |
| 3-6-2021   | Падерборн        | Туреччина          | 2 – 0     | Молдова              | товариський матч                     | -    | 46'       |
| 11-6-2021  | Рим              | Туреччина          | 0 – 3     | Італія               | ЧЄ 2020 - 1-й етап                   | -    | 64'       |
| 16-6-2021  | Баку             | Туреччина          | 0 – 2     | Уельс                | ЧЄ 2020 - 1-й етап                   | -    |           |
| 20-6-2021  | Баку             | Швейцарія          | 3 – 1     | Туреччина            | ЧЄ 2020 - 1-й етап                   | -    | 64'       |
| 1-9-2021   | Стамбул          | Туреччина          | 2 – 2     | Чорногорія           | Відбір до ЧС 2022                    | -    |           |
| 4-9-2021   | Гібралтар        | Гібралтар          | 0 – 3     | Туреччина            | Відбір до ЧС 2022                    | -    | кап.      |
| 7-9-2021   | Амстердам        | Нідерланди         | 6 – 1     | Туреччина            | Відбір до ЧС 2022                    | -    |           |
| 8-10-2021  | Стамбул          | Туреччина          | 1 – 1     | Норвегія             | Відбір до ЧС 2022                    | -    | 70' 90+2' |
| 16-11-2021 | Подгориця        | Чорногорія         | 1 – 2     | Туреччина            | Відбір до ЧС 2022                    | -    | 90+1'     |
| 29-3-2022  | Конья            | Туреччина          | 2 – 3     | Італія               | товариський матч                     | -    | 9'        |
| 4-6-2022   | Стамбул          | Туреччина          | 4 – 0     | Фарерські острови    | Ліга націй УЄФА 2022-2023 - 1-й етап | -    | 46'       |
| 7-6-2022   | Вільнюс          | Литва              | 0 – 6     | Туреччина            | Ліга націй УЄФА 2022-2023 - 1-й етап | -    |           |
| 14-6-2022  | Ізмір            | Туреччина          | 2 – 0     | Литва                | Ліга націй УЄФА 2022-2023 - 1-й етап | 1    |           |
| 22-9-2022  | Стамбул          | Туреччина          | 3 – 3     | Люксембург           | Ліга націй УЄФА 2022-2023 - 1-й етап | -    |           |
| 25-9-2022  | Торсгавн         | Фарерські острови  | 2 – 1     | Туреччина            | Ліга націй УЄФА 2022-2023 - 1-й етап | -    | кап.      |
| Усього     |                  | Матчів             | 51        |                      | Голів                                | 5    |           |

## Титули і досягнення
- Чемпіон Туреччини (3):

«Галатасарай»: 2022-23, 2023-24, 2024-25
- Володар Суперкубка Туреччини (1):

«Галатасарай»: 2023
- Володар Кубка Туреччини (1):

«Галатасарай»: 2024-25